# Анексія Техасу

Map of Texas and the Countries Adjacent, William Hemsley Emory, 1844

Анексія Техасу — включення Техаської Республіки до Сполучених Штатів Америки, яка була прийнята 28-м штатом 29 грудня 1845 року.
Республіка Техас проголосила незалежність від Мексиканської Республіки 2 березня 1836 року. Того ж року вона подала заявку на приєднання до Сполучених Штатів, але вона була відхилена Державним секретарем Сполучених Штатів. У той час більшість населення Техасу виступала за анексію республіки Сполученими Штатами. Керівництво обох основних політичних партій США (демократів і вігів) виступало проти приєднання Техасу — величезного рабовласницького регіону — через нестабільний політичний клімат прибічників і противників рабства в Конгресі. Також вони хотіли уникнути війни з Мексикою, уряд якої заборонив рабство і відмовився визнати суверенітет своєї бунтівної північної провінції. Оскільки на початку 1840-х років економічний стан Техасу почав падати, президент республіки Сем Г'юстон організував переговори з Мексикою, щоб вивчити можливість офіційного визнання незалежності за посередництва Сполученого Королівства.
У 1843 році президент США Джон Тайлер, який тоді не був у складі жодної політичної партії, вирішив самостійно продовжити анексію Техасу, намагаючись отримати підтримку ще на чотири роки на посаді. Його офіційна мотивація полягала в тому, щоб перехитрити дипломатичні зусилля британського уряду щодо звільнення рабів у Техасі, що підірвало б рабство в Сполучених Штатах. Завдяки таємним переговорам з адміністрацією Г'юстона Тайлер домігся підписання договору про анексію у квітні 1844 року. Коли документи були подані на ратифікацію до Сенату США, деталі умов анексії стали публічними, і питання придбання Техасу посіло центральне місце в президентських перегонах 1844 року. Делегати від Демократичної партії Півдня, які виступали за анексію Техасу, відмовили своєму лідеру, противнику анексії, Мартіну Ван Бюрену у висуненні на партійному з’їзді в травні 1844 року. У союзі з колегами-демократами з Півночі, які виступали за експансію, вони домоглися висунення Джеймса Н. Полка, який балотувався на протехаській платформі «Явне призначення».
У червні 1844 року Сенат із більшістю вігів рішуче відхилив Тайлеро-Техаський договір. Пізніше того ж року демократ Полк, який виступав за анексію, ледве переміг противника анексії віга Генрі Клея на президентських виборах 1844 року. У грудні того ж року президент Тайлер закликав Конгрес схвалити його договір простою більшістю в кожній палаті. Палата представників, де домінували демократи, задовольнила його прохання, ухваливши змінений законопроєкт, що розширює положення договору Тайлера про рабство. Сенат із невеликою кількістю прихильників прийняв компромісну версію законопроєкту Палати представників, спрямовану на надання обраному президенту Полку варіантів негайної анексії Техасу або нових переговорів щодо перегляду умов анексії законопроекту, внесеного Палатою представників.
1 березня 1845 року президент Тайлер підписав законопроєкт про анексію, а 3 березня (його останній повний день на посаді) він переслав версію палати до Техасу, пропонуючи негайну анексію. Коли Полк вступив на посаду опівдні наступного дня, він закликав Техас прийняти пропозицію Тайлера. Техас ратифікував угоду з широким схваленням жителів Техасу. Законопроєкт підписаний президентом Полком 29 грудня 1845 року, згідно з яким Техас став 28-м штатом Союзу. Техас офіційно приєднався до союзу 19 лютого 1846 року, що спровокувало мексикансько-американську війну у квітні того ж року.

## Історія
Іммігранти зі США отримали право селитись на території Техасу після проголошення незалежності Мексики в 1821. Підбурюваний урядом США, у Техасі зародився рух колоністів за незалежність від Мексики.
- 14 травня 1836 року офіційні представники Техасу та генерал Санта-Анна підписали договір про незалежність в місті Веласко. Однак уряд Мексики не ратифікував цей договір, залишаючи питання про незалежність Техасу від Мексики відкритим (при цьому західна частина сучасного Техасу продовжувала мати неясний юридичний статус).
- В 1837 незалежність Техасу була визнана США.
- 1.03.1845 Президент США Дж. Тайлер підписав ухвалений Конгресом США закон про прийняття Техаської республіки під юрисдикцію США.
- Джеймс Полк через три дні після вступу на посаду президента заявив, що анексію Техасу слід розглядати як «мирне придбання» території, яка раніше належала США. У відповідь на заяву Мексика розірвала дипломатичні відносини з США.
- 15 червня 1845 року уряд Полка розпорядився, щоб корпус генерала З. Тейлора, який дислокувався на схід від річки Сабін, вступив на техаську територію. [1]
- 21 червня 1845 року техаський конгрес одностайно відкинув ідею угоди з Мексикою і висловився за приєднання до США. 4 липня це рішення схвалив конвент представників населення Техасу в Остіні, що складався майже суто з уродженців США. На користь анексії було здобуто більшість голосів у процесі всенародного референдуму 13 жовтня.
- 29 грудня 1845  року Полк підписав схвалений Конгресом білль про включення Техасу до складу США на правах штату.[2]

Таким чином, США успадкували територіальну суперечку між Техасом і Мексикою, що швидко привело до американо-мексиканської війни, в результаті якої США захопили додаткові території, розширили межі країни аж до Тихого океану.